# Tournée dei Jackson 5

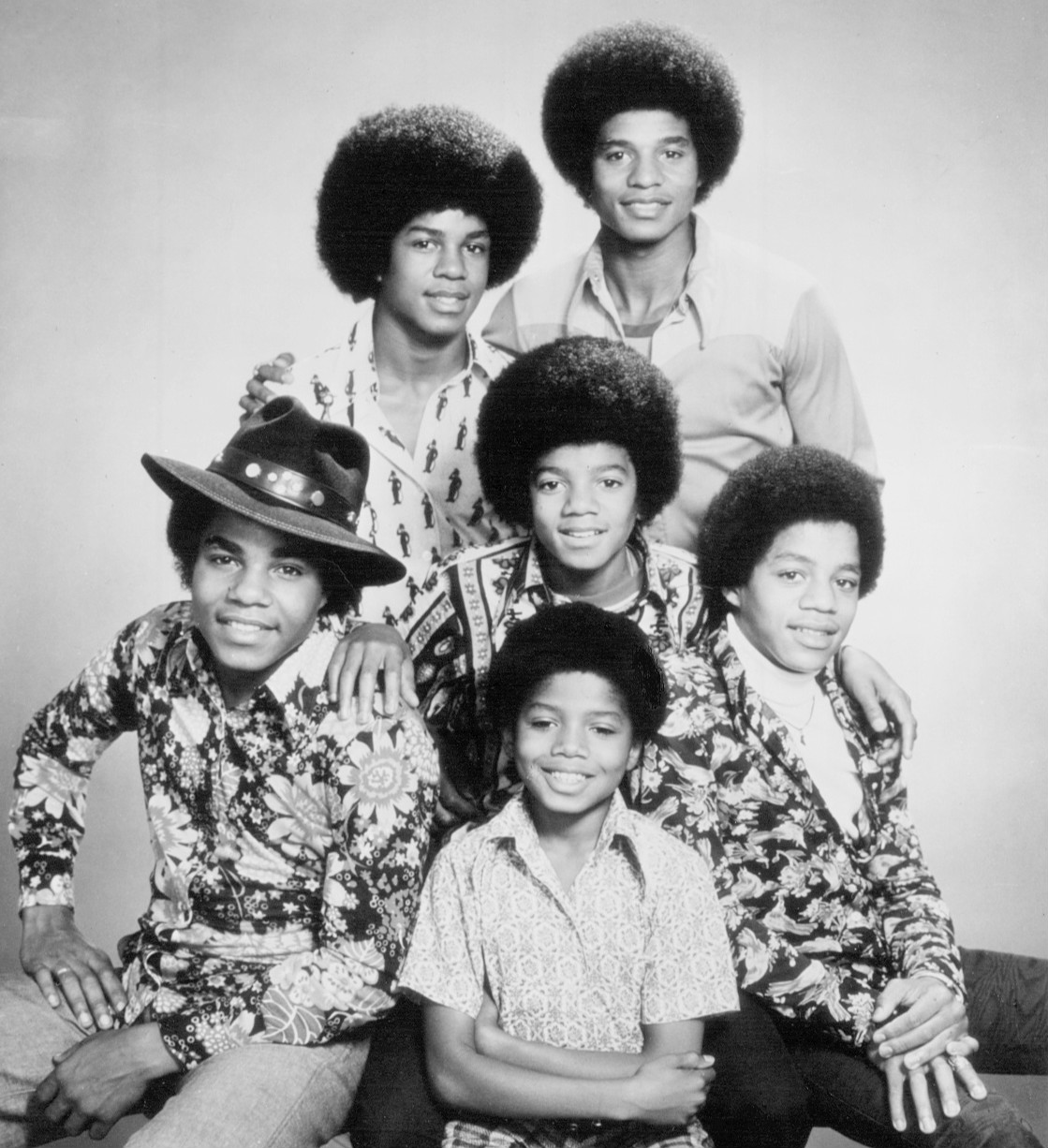
I Jackson 5 con Randy nel 1974

I Jackson 5, noti anche come Jacksons, sono un gruppo musicale statunitense formato nel 1962 dai fratelli Jackie, Tito, Jermaine, Marlon e Michael Jackson, attivo fino al 1990 e poi di nuovo dagli anni 2000 con varie formazioni. Durante la loro carriera hanno intrapreso 15 tour ufficiali.
La loro prima tournée fu un tour nazionale intrapreso nel 1970, in varie città degli Stati Uniti, mentre negli anni seguenti si spostarono in Europa, Asia, Africa e nel resto del mondo.
Dopo il cambio di etichetta discografica dalla Motown alla Epic, nel 1975, continuarono ad organizzare ulteriori tournée per pubblicizzare i loro nuovi album, per poi culminare col Victory Tour del 1984 (eseguito dopo l'uscita dell'album Thriller del solo Michael) che fu eseguito solo in Nord America, generando un grande successo, ma si trattò dell'ultimo vero e proprio tour con la storica formazione. L'ultima volta che i sei fratelli si esibirono insieme su un palcoscenico fu al Madison Square Garden di New York il 7 e il 10 settembre 2001 nei due concerti-evento Michael Jackson: 30th Anniversary Celebration.

## Lista delle tournée

### The Jackson 5 First National Tour (2 maggio– 30 dicembre 1970)
I Jackson 5 iniziarono il loro primo tour il 2 maggio 1970, dove si esibirono in 14 concerti in città americane come Daly City, Boston, Cincinnati e New York. Un ultimo concerto a Buffalo venne annullato a seguito di alcune minacce di morte rivolte verso Michael.
Nel 2010 fu pubblicato un album live, Live at the Forum.

### The Jackson 5 Second National Tour (2 gennaio– 15 ottobre 1971)
Il loro secondo tour incluse 46 concerti in nuove città americane come Filadelfia e Milwaukee; i concerti vennero aperti dalla band Commodores. Produsse un totale 2,5 milioni di dollari.

### The Jackson 5 US Tour (27 dicembre 1971– 27 ottobre 1972)
SI tratta del primo tour con Randy, sebbene entrerà a far parte ufficialmente del gruppo solo dopo l'abbandono di Jermaine. I 5 fratelli si esibirono in oltre 50 concerti in città come Houston, Cleveland, Chicago e New York.

### The Jackson 5 European Tour (2–12 novembre 1972)
Il quintetto si imbarcò in una serie di 8 concerti in Europa e particolarmente in Inghilterra, dove ruppero record di presenze precedentemente rotti dai Beatles e si esibirono di fronte alla regina madre Elizabeth Bowes-Lyon.

### The Jackson 5 World Tour (2 marzo 1973– dicembre 1975)
Il primo tour mondiale durò tre anni e ben più di 160 concerti, il gruppo attraversò il Nordamerica, Sudamerica, i Caraibi, Regno Unito, Asia, Oceania e Africa. La tournée iniziò a Las Vegas, dove tra l'altro apparvero per la prima volta le sorelle Rebbie, La Toya e Janet.
Dal tour venne estratto un album live chiamato In Japan!.

### The Jackson 5 Final Tour (13–19 febbraio 1976)
Fu l'ultimo tour sotto la Motown e quindi l'ultimo sotto la nomenclatura Jackson 5. Consiste in 6 concerti a Manila, capitale delle Filippine.

### The Jacksons Tour (19–24 maggio 1977)
Prima tournée sotto la Epic e col nome The Jacksons, prevalentemente in Francia, Germania, Paesi Bassi e Inghilterra, dove suonarono davanti a Elisabetta II. Infine organizzarono un concerto speciale a Caracas in Venezuela. Il numero completo di concerti è incerto.

### Goin' Places Tour (22 gennaio– 13 maggio 1978)
Il tour nacque per pubblicizzare l'album Goin' Places del 1977, con 5 concerti in America ed Europa. Poche informazioni sono note sulla tournée.

### Destiny World Tour (22 gennaio 1979– 13 gennaio 1980)
Venne concepito per pubblicizzare l'album Destiny del 1978, ma servì anche per l'album solista di Michael Jackson Off the Wall del 1979. La band si esibì in concerti negli Stati Uniti, in Francia, Paesi Bassi, Svizzera, Sudafrica e Inghilterra. Alcuni concerti vennero annullati dopo che i fratelli si ammalarono. Durante il tour furono accompagnati dalla band di supporto East Coast Horns, che gli accompagnerà anche nei tour seguenti. Alcune registrazioni furono pubblicate in VHS nel 1979.

### Triumph Tour (8 luglio– 26 settembre 1981)
È stato celebrato come uno dei migliori tour della band da Rolling Stone, producendo 5,5 milioni di dollari. Su 40 concerti in USA e Canada gran parte furono dei sold-out. Pubblicizzò l'album Triumph e sempre Off the Wall. I concerti vennero pubblicati nell'album dal vivo The Jacksons Live!.

### Victory Tour (6 luglio– 9 dicembre 1984)
Si tratta dell'ultimo tour della band con Michael, che continuerà la sua carriera da solista. Iniziò dopo la pubblicazione di Victory, Thriller e Jermaine Jackson. Ha avuto concerti esclusivamente negli Stati Uniti d'America e in Canada, fruttando un totale di 75 milioni di dollari, ai tempi un record. Fu l'unico tour a cui parteciparono tutti e 6 i fratelli, anche se Jackie mancò molti concerti dopo un infortunio.
La tournée è stata soggetto di varie polemiche, come il costo elevato dei biglietti (ben 30 dollari), oltre che vari diverbi tra i fratelli che accentuarono la separazione tra la band e Michael. Sono stati pubblicati diversi bootleg.

### Unity Tour (20 giugno 2012– 27 luglio 2013)

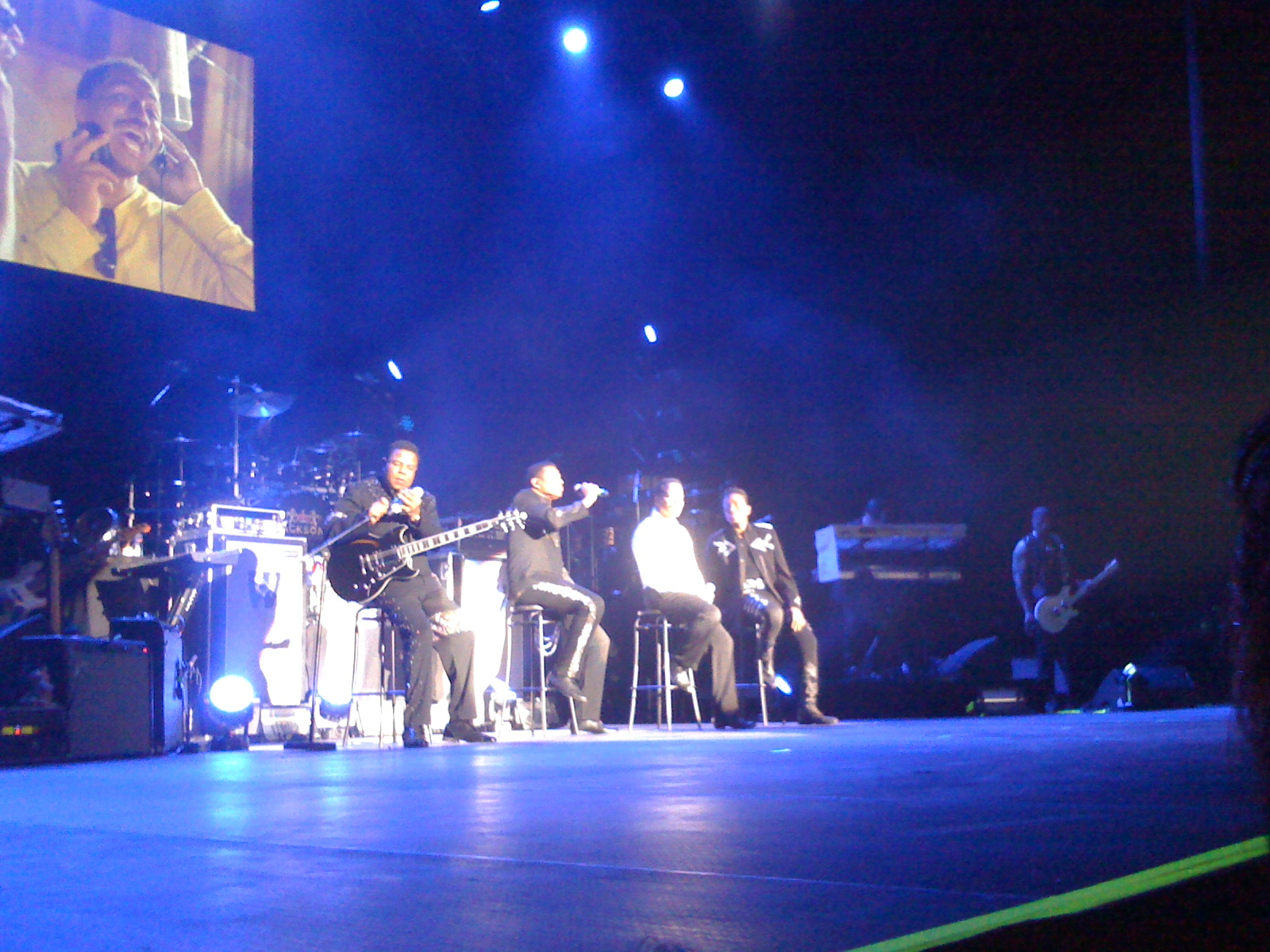
I Jacksons dal vivo nel 2013.

Dopo una pausa di ben 3 decenni (se non si conta la loro reunion al Michael Jackson: 30th Anniversary Celebration), i Jacksons decisero di ritornare ad esibirsi dal vivo. La formazione conteneva solo Jackie, Tito, Jermaine e Marlon – Michael era infatti deceduto 3 anni prima mentre Randy si era ritirato dalle scene.
Ci furono settanta esibizioni sparse in tutto il mondo ma principalmente in America ed Europa, con due concerti a Roma e Milano.

### A Celebration of 50 Years Tour (11 giugno– 5 ottobre 2017)
Si tratta di una piccola tournée principalmente in Inghilterra per commemorare i 50 anni dalla fondazione nella band. La formazione partecipò ad alcuni importanti festival come il CarFest, Love Supreme Jazz Festival e il Festival di Glastonbury.

### The Jacksons 2018 Tour (24 febbraio– 29 dicembre 2018)
La tournée si svolse principalmente negli Stati Uniti, con concerti extra in Inghilterra, Irlanda e Spagna.

### The Jacksons World Tour (10 gennaio– 7 settembre 2019)
Tra i nuovi paesi che la band visitò vi furono l'Ungheria, il Cile, Argentina e Brasile ed altri, nonché esibizioni a sorpresa a Londra e in Belgio.

### The Jacksons Tour (2024– 2025)
I Jacksons fecero un'apparizione a sorpresa a Solihull in Inghilterra a luglio, come parte del Summerfest 2024, per poi spostarsi a Liverpool ad agosto e Monaco di Baviera a settembre; è stato interrotto dopo la morte improvvisa di Tito, avvenuta il 15 settembre 2024, e ripreso il 25 ottobre 2024, quando si esibiscono all'Hard Rock Hotel and Casino di Atlantic City in New Jersey nel loro primo concerto senza Tito, al quale hanno reso tributo durante tutta la serata, per la prima volta nella formazione coprendente solo Jackie, Marlon e Taryll. In seguito si sono esibiti anche a Cincinnati in Ohio. Il tour verrà ripreso nel 2025, con nuovi concerti programmati in California.
La nuova formazione della band è composta da Jackie, Marlon, Taryll (figlio di Tito e membro dei 3T) ed Haydon Eshun degli Ultimate Kaos come supporto.

## Tournée soliste
Dopo l'iniziale scioglimento della band, i fratelli hanno intrapreso carriere soliste separate e preso parte in tournée separate, inoltre hanno continuato a collaborare attivamente fra loro e gli altri membri della famiglia (alcuni esempi sono We Are the World, Somebody's Watching Me, Scream o This is It).
Michael Jackson

- Bad World Tour (1987–1989)
- Dangerous World Tour (1992–1993)
- HIStory World Tour (1996–1997)
- Michael Jackson & Friends (1999)
- Michael Jackson: 30th Anniversary Celebration (2001)
- This is It  (previsto nel 2009–2010) (residency show previsto a Londra e mai avvenuto a causa dell'improvvisa morte di Michael Jackson)
- Michael Jackson: The Immortal World Tour (2011–2014) (tour mondiale del Cirque du Soleil ispirato a Michael Jackson)
- Michael Jackson: One (2013–in corso) (residency show di Las Veegas del Cirque du Soleil ispirato a Michael Jackson)
- MJ the Musical (2021–2025) (musical di Broadway a New York e del West End di Londra ispirato a Michael Jackson)

Tito Jackson
- Straight from the Heart Tour (2022–2023)

Jermaine Jackson
- Precious Moments Tour (1986)
- Jermaine Jackson's Australian Tour (1987–1988)

Rebbie Jackson
- Pick up the Phone Tour (2011)

La Toya Jackson
- Exotic Club Tour (1992)

Janet Jackson

- Rhythm Nation World Tour (1990)
- Janet. World Tour (1993–1995)
- The Velvet Rope Tour (1998–1999)
- All for You Tour (2001–2002)
- Rock Witchu Tour (2008)
- Number Ones: Up Close and Personal World Tour (2011)
- Unbreakable World Tour (2015–2016)
- State of the World Tour (2017–2019)
- Janet Jackson: A Special 30th Anniversary Celebration of Rhythm Nation (2019)
- Janet Jackson: Metamorphosis (2019)
- Together Again Tour (2023–2024)
- Janet Jackson: Las Vegas (2024–2025)

## Esibizioni televisive principali
- The Jacksons TV Show (1976-1977) (programma di varietà televisivo con protagonisti tutti i fratelli e le sorelle Jackson, escluso Jermaine)
- Motown 25: Yesterday, Today, Forever (1983) (si esibiscono tutti e sei i fratelli, per la prima volta dal 1975 assieme a Jermaine, in un medley di loro successi)
- The Jackson Family Honors (1994) (si esibiscono vari componenti della famiglia, inclusi Janet Jackson, Tito assieme ai 3T, mentre in chiusura di serata tutti i fratelli e le sorelle, esclusa La Toya, intonano il pezzo If You'd Only Believe dall'album 2300 Jackson Street)[21]

## Formazione

### Attuale
- Jackie Jackson (1962-1990); (2001); (2012- )
- Marlon Jackson (1962-1990); (2001); (2012-  )
- Taryll Jackson (2023- )
- Haydon Eshun (2024- )

### Membri passati
- Michael Jackson (1962-1984); (2001)
- Tito Jackson (1962-1990); (2001); (2012-2024)
- Jermaine Jackson (1962-1975); (1984-1990); (2001); (2012-2020)
- Randy Jackson (1976-1990); (2001)

Solo durante il The Jacksons TV Show (1976-1977) ed alcune esibizioni dal vivo:
- Rebbie Jackson (1974-1977)
- La Toya Jackson (1974-1977)
- Janet Jackson (1974-1977)

### East Coast Horns e band di supporto
- Michael McKinney (1979-1980)
- Bud Rizzo (1979-1980)
- James McField (1979-1980)
- Tony Lewis (1979-1980)
- Jonathan Moffett (1979-1984)
- Wesley Phillips (1979-1981)
- Cloris Grimes (1979-1981)
- Alan Prater (1979-1981)
- Roderick McMorris (1979-1981)
- David Williams (1981-1984)
- Bill Wolfer (1981)
- Rory Kaplan (1984)
- Pat Leonard (1984)
- Jai Winding (1984)
- Gregg Wright (1984)
- Tommy Organ (2012-2013)
- Brandon Brown (2012-2013)
- Kyle Bolden (2012-2013)
- Rex Salas (2012-2013)
- Stacey Lamont Syndor (2012-2013)
- Chad Wright (2012-2013)
- Kenneth KT Townsend (2012-2013)